# Relations entre la France et le Vietnam
Cet article traite des relations entre la France et le Vietnam. Celles-ci commencent dès le XVIIe siècle avec la mission du père jésuite Alexandre de Rhodes. Différents commerçants visitent le Viêt Nam au cours du XVIIIe siècle, jusqu'à la plus grande implication des forces militaires françaises dans l'aide à l'établissement de la dynastie Nguyễn sous l'impulsion de Pierre Pigneau de Behaine entre 1787 et 1789. La France a été fortement impliquée au Viêt Nam au XIXe siècle, dans le cadre de la protection des missionnaires catholiques. La France s'est progressivement créée une importante colonie devenue l'Indochine française en 1887. La France a continué à diriger le Viêt Nam comme une colonie jusqu'à sa défaite dans la guerre d'Indochine et la proclamation de l'indépendance du Viêt Nam en 1954.

### Premiers contacts

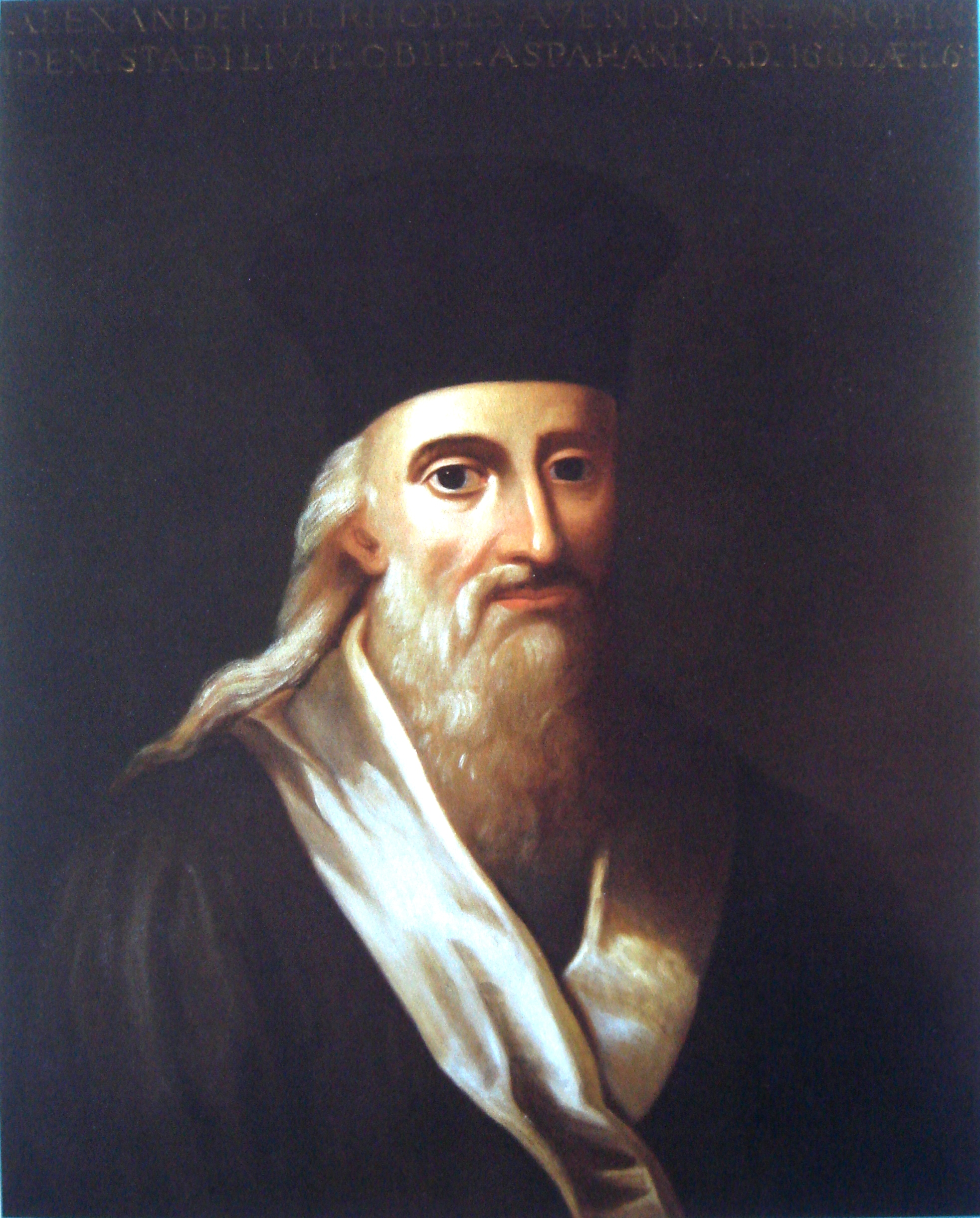
Alexandre de Rhodes.

## Histoire des relations franco-vietnamiennes

### Collaboration militaire (1787–1820)
Le 28 novembre 1787, un traité alliant la France et l'empire d'Annam est paraphé à Versailles par le comte de Vergennes et le comte de Montmorin pour le Roi Louis XVI, et par Nguyễn Phúc Cảnh, le fils de Gia Long assisté de Mgr Pigneau de Behaine. Le royaume de France s'engage à aider Nguyễn Ánh à remonter sur le trône, en échange de quoi, elle obtient le port de Tourane (l'actuelle Da Nang), l'île de Poulo Condor (archipel) et surtout le commerce exclusif avec la France. Nguyễn Ánh retrouve son trône en 1802. À la suite de la perte de ses possessions en Inde, entre 1757 et 1761, la France souhaitait reconstituer un espace colonial en Asie : déjà sous Louis XV, puis Louis XVI était dessiné le projet de constituer une Indochine Française, avec un système colonial ressemblant à celui des Indes Britanniques, en instituant des protectorats, des zones d'influences, ou tout simplement, des colonies, l'ensemble constituant l'Indochine Française. Le projet fut mis à mal, et abandonné avec l'aggravation de la révolution Française, entre 1789 et 1793, mais surtout, le projet ne put pas aboutir, tout simplement du fait que les caisses de l'état étaient vides, surtout aux époques des fonctions de Turgot et Necker entre 1774 et 1785. Le port de Tourane et l'archipel de Poulo-Condor sont abandonnés par la France, dès 1795. Après la restauration, dès 1816, la France ne se verra pas restituer ses possessions en Indochine, et son ambition coloniale se concentrera surtout sur la conquête de l'Algérie, entre 1830 et 1848.

### Persécutions religieuses
En 1825, l'empereur Minh Mang publie un édit interdisant des missionnaires étrangers au Viêt Nam, à la suite de la mission du père Regereau à Da Nang. Dans son édit, Minh Mang déclare que le christianisme pervertit les gens. Cet édit s'est en réalité avéré inefficace et les missionnaires poursuivirent leurs activités au Viêt Nam. En 1835, le père Joseph Marchand est en revanche exécuté à la suite de la rébellion de Lê Văn Khôi, aboutissant à la persécution des missionnaires étrangers présents sur le sol vietnamien.

### Interventions militaires navales (1843-1847)
En 1843, le ministère des Affaires étrangères français envoie une flotte sous le commandement de l'amiral Jean-Baptiste Cécille du capitaine Léonard Victor Charner en réponse aux persécutions des missionnaires français. Les négociations entre les Français et les Vietnamiens se révélant infructueuses quant à la libération des missionnaires, Tourane est bombardée en 1847 par la flotte française qui se retire par la suite.

### Conquête territoriale

#### Conquête de la Cochinchine (1862-1874)

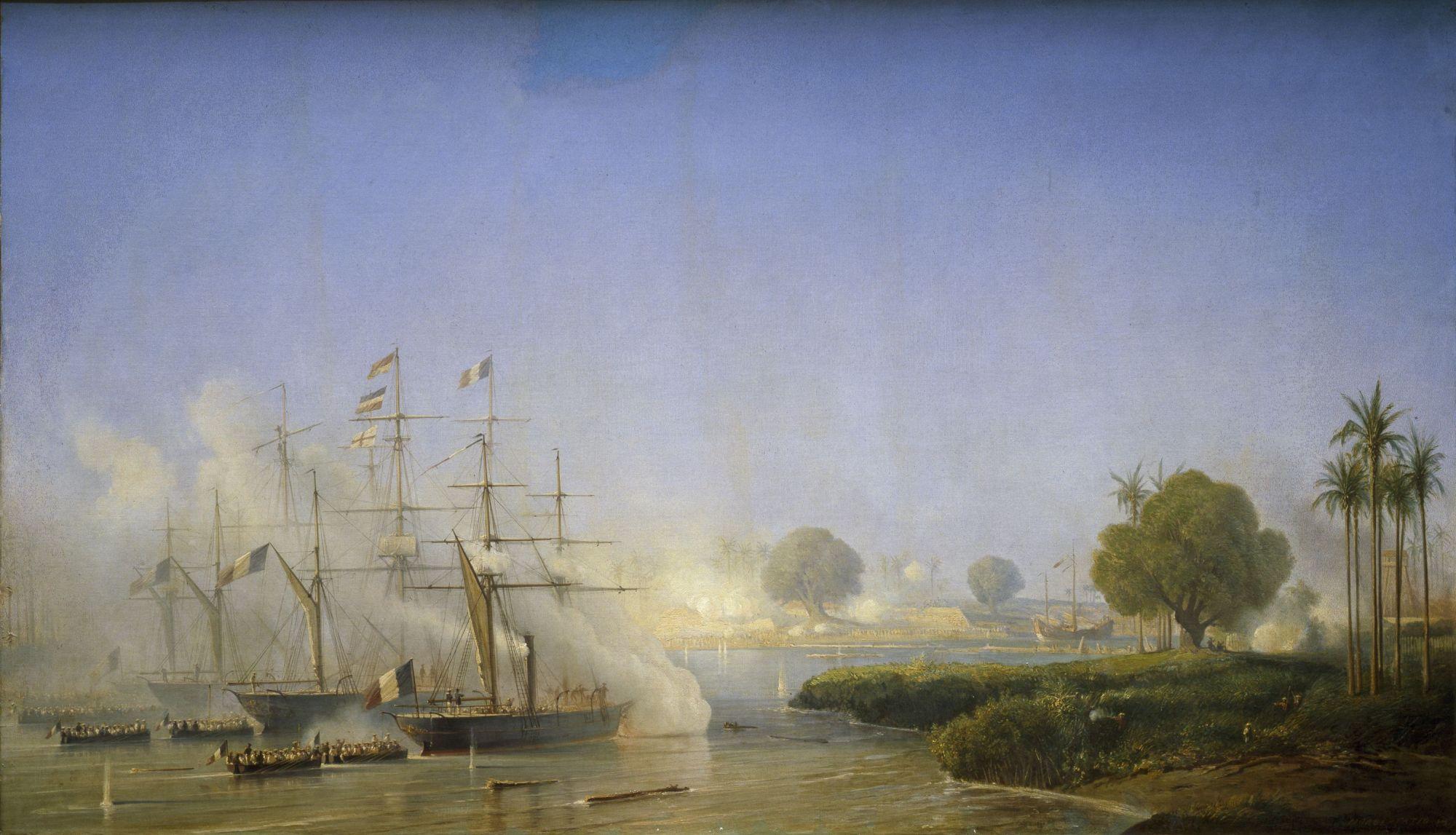
Siège de Saïgon par Charles Rigault de Genouilly le 18 février 1859. Peinture de Léon Morel-Fatio.

En 1857, l'empereur d'Annam Tự Đức fit mettre à mort deux missionnaires catholiques espagnols. Ce n'était ni le premier incident de ce type, ni le dernier, et le gouvernement français avait jusqu'alors ignoré ces provocations. Mais cette fois, les circonstances jouaient en défaveur de Tự Đức, car elles coïncidaient avec la seconde guerre de l'opium (octobre 1856-octobre 1860). La France et le Royaume-Uni venaient d'envoyer un corps expéditionnaire commun en Extrême-Orient pour châtier l'empereur de Chine Xianfeng (r. 1850-1861) : il y avait donc des troupes françaises disponibles pour intervenir en Annam. En novembre 1857, Napoléon III autorisa l'amiral Charles Rigault de Genouilly à envoyer une expédition punitive contre l'empire d'Annam. En septembre, un corps franco-espagnol débarqua à Tourane et s'empara de la ville.
Les alliés franco-espagnols s'attendaient à une victoire facile, mais la guerre ne se déroula pas comme prévu. Les vietnamiens chrétiens ne se soulevèrent pas pour soutenir les français, comme les missionnaires avaient assurés qu'ils le feraient, la résistance vietnamienne fut plus tenace que prévu et les forces françaises et espagnoles se trouvèrent elles-mêmes assiégées à Tourane (actuelle Da Nang) par une armée vietnamienne commandée par Nguyen Tri Phuong. Le siège de Tourane dura presque 3 ans et bien qu'il y eût peu de combats, les maladies causèrent de lourdes pertes à l'expédition alliée. La garnison de Tourane fut renforcée de temps en temps et lança plusieurs attaques contre les positions vietnamiennes, mais elle fut incapable de rompre le siège.
En 1864, les trois provinces vietnamiennes cédées à la France devinrent formellement la colonie française de Cochinchine. Celle-ci doubla de taille au cours des trois années suivantes. En 1867, l'amiral Pierre-Paul de La Grandière obligea les vietnamiens à céder les provinces de Châu Dôc, Hà Tiên et Vĩnh Long à la France. L'empereur Tự Đức refusa d'abord d'admettre la validité de cette cession, mais finit par reconnaître le protectorat français sur les six provinces de Cochinchine en 1874, par le second traité de Saïgon, négocié par Paul-Louis-Félix Philastre après l'intervention militaire de Francis Garnier au Tonkin.
La guerre de 1870 contre les Prussiens et leurs alliés voit la défaite de la France, et la proclamation de la IIIe République en France. Pour ne pas entrainer un soulèvement des indigènes contre les colonialistes Français, les autorités coloniales choisissent de ne pas trop ébruiter la nouvelle de la défaite de la France, mais la nouvelle finira par être connue quand même, mais plus tard, avec le temps. Redevenue républicaine, la France se retrouvait en Asie avec l'héritage colonial du Second Empire en Indochine. La situation était embarrassante, et la France Républicaine devait donc décider assez rapidement si elle continuait l'aventure de l'expansion coloniale, et du fait de la situation mondiale, de la montée des empires, et de sa fragilité face à l'Empire allemand qui venait de naître, la France décidera qu'elle devait renforcer sa politique Géopolitique pour être plus forte, et donc, de continuer les projets coloniaux en Indochine (et ailleurs), et donc, affirmer qu'elle avait vocation à être une puissance coloniale, même si elle était de nouveau une république, les autres puissances coloniales étant des monarchies. Les conséquences de la défaite de la guerre de 1870 vont avoir pour conséquences et effets de retarder certains projets coloniaux de la France en Indochine, pour quelques années, au moins jusqu'au début des années 1880. Après 1880, la France va se repositionner sur l'échiquier en Indochine.    

#### Protectorat sur l'Annam et le Tonkin (1883)

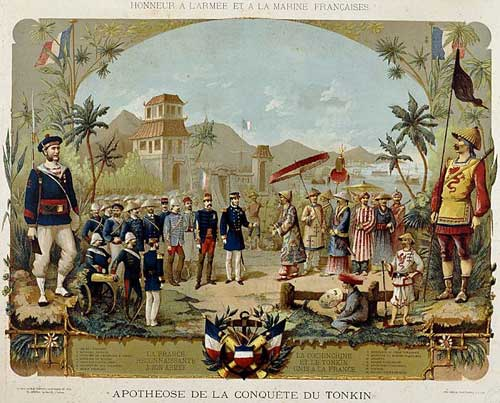
L'amiral Amédée Courbet à Hué.

La France assume la souveraineté sur le Tonkin et l'Annam après la difficile guerre franco-chinoise de 1881 à 1885. La capitale du Tonkin sous protectorat est installée à Hanoï en utilisant le nom de la capitale en vietnamien pour la totalité de la région. La longue bande territoriale de l'Annam - également sous protectorat - garde la capitale impériale à Hué où se trouve la Cité interdite. Les protectorats ont été reconnus par l'empereur d'Annam par le traité du commissaire du gouvernement français, M. Harmand, signé le 25 août 1883. Un second traité est signé le 6 juin 1884, le traité Patrenôtre. Dès lors, le Viêt Nam a été divisé en trois parties, le Tonkin au nord, l'Annam au centre et la Cochinchine au sud.

#### Expédition du Tonkin (1883-1885) et guerre franco-chinoise (1884-1885)
Les aspirations de la jeune Troisième République au Viêt Nam sont poussées par les marchands qui cherchent des débouchés en Extrême-Orient, et de ceux qui rêvent de concurrencer l'Empire britannique, présent aux Indes, grâce au Mékong qui ouvrirait le Laos, la Birmanie, la Chine au commerce français. Les aspirations françaises sur le Mékong, déçues de l’exploration du fleuve par l'expédition géographique de Francis Garnier et d'Ernest Doudart de Lagrée en 1866-1868, se reportent sur le fleuve Rouge au Tonkin, qui ouvre un débouché commercial sur la Chine. 
En raison de certaines difficultés, les troupes françaises procédèrent à une évacuation en mars 1885 à Lạng Sơn. L'expédition du Tonkin provoque également la chute du cabinet de Jules Ferry, attaqué par la droite monarchiste et l'extrême-gauche radicale, Clemenceau en tête.

### Indochine française (1887-1954)
L'Union indochinoise est créée en 1887. Hanoï devient la capitale de l'Union indochinoise (avec ses cinq composantes: Tonkin, Annam, Cochinchine, Cambodge et futur Laos) en 1901, succédant à Saïgon, sous le gouvernorat de Paul Doumer. Ce dernier fait construire la nouvelle résidence du gouverneur à Hanoï. Au cours de la Seconde Guerre mondiale, l'affaiblissement de la métropole et l'occupation de l'Indochine par l'empire du Japon, met fin à l'administration coloniale française le 9 mars 1945 (en juillet 1945 en Cochinchine). Le vide du pouvoir à la fin de la guerre permet au Việt Minh, mouvement indépendantiste vietnamien animé par le Parti communiste indochinois, de s'emparer du nord du pays, ce qui allait déboucher en huit ans de guerre d'indépendance contre l'armée française.

### Guerre d'Indochine et indépendance (1946-1954)

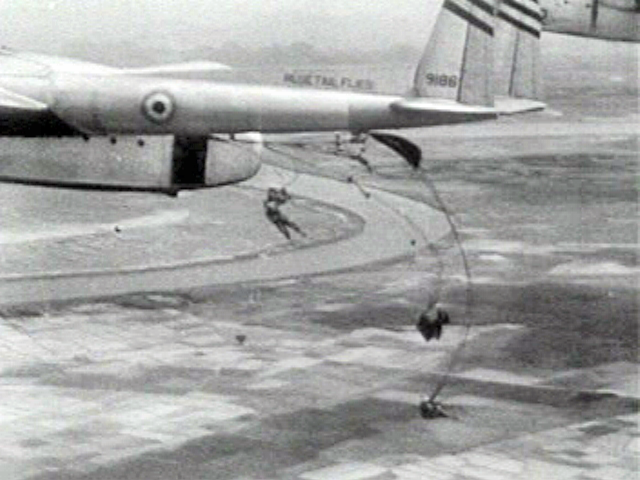
Parachutistes sautant d'un Fairchild C-119 Flying Boxcar durant la bataille de Diên Biên Phu en mai 1954.

En 1945, la république démocratique du Viêt Nam est proclamée par Hô Chi Minh à l'occasion de la révolution d'Août, reconnue par les gouvernements chinois et soviétique. C'est la guerre d'Indochine qui culmine avec la défaite des Français à la bataille de Diên Biên Phu en 1954 et les accords de Genève. Les États-Unis et l'État du Viêt Nam — créé par les Français en 1949 en remettant au pouvoir l'ancien empereur Bảo Đại — ne signèrent pas la déclaration finale. Le non-respect de ces Accords d'armistice a conduit à la guerre du Viêt Nam. En effet, les Accords d’armistice de Genève ont transformé les deux zones de regroupement militaire temporaire en deux Viêt Nam.
Contrairement à ses colonies africaines qui deviennent indépendantes dans les années 1960, la France n'entretient pas de liens forts ou de coopération avec ses anciennes colonie d'Asie : les deux Viêt Nam nés des accords de Genève en 1954 deviennent pleinement indépendants en 1955, et les puissances dominantes deviennent l'URSS et la Chine pour le Nord-Viêt Nam, et les États-Unis pour le Sud-Viêt Nam. La France perd son influence en Indochine, au profit d'autres puissances, dans le contexte de la guerre froide. La France ne redevient un partenaire économique important au Viêt Nam, qu'après les réformes d'ouverture économique du régime communiste vietnamien, entre 1985 et 1989, ouverture accentuée après l'effondrement de l'URSS en 1991.

## Après-guerre
La France dispose d’une ambassade à Hanoï et d’un consulat général à Hô-Chi-Minh-Ville.
Le Vietnam a une ambassade à Paris et un consulat à Marseille.
En 1990, François Mitterrand est devenu le premier président français à se rendre au Vietnam afin d’accroître la coopération entre la France et son ancienne colonie. Depuis lors, la France a continué à entretenir des relations étroites avec le Vietnam, en raison des liens historiques entre les deux nations et de la présence du Vietnam au sein de l’Organisation internationale de la francophonie.

### Relations économiques
La France est le deuxième investisseur européen (après l'Allemagne) au Viêt Nam avec des fonds d'investissement s'élevant à 3,1 milliards de dollars en 2012. La France est par ailleurs le 16e investisseur mondial du Viêt Nam. Les deux États coopèrent afin de réduire la pauvreté et promouvoir le développement socio-économique du Viêt Nam.

### Relations culturelles
Le Viêt Nam est membre de l'Organisation internationale de la francophonie (OIF). Entre 75 000 et 110 000 vietnamiens maîtrisent le français, à des degrés divers. Le Courrier du Vietnam est un quotidien vietnamien, édité par l'Agence vietnamienne d'information, publié en français. En 2000, l'association Reporters sans frontières (RSF), qui estime  que le quotidien comporte une part importante de propagande favorable au régime, sans regard critique sur ses décisions, dénonce le soutien gouvernemental français dont il bénéficie, en demandant « La défense de la francophonie peut-elle justifier une complicité avec des régimes qui brident toute forme de liberté d'expression ? ».
La CIA estime le nombre de Francophones réel entre 30 000 et 50 000 locuteurs (2016).[réf. nécessaire].